# Boughton (Northamptonshire)
Boughton è un villaggio e parrocchia civile dell'Inghilterra, appartenente alla contea del Northamptonshire.